# Montmorency-Beaufort
Montmorency-Beaufort ist eine französische Gemeinde mit 142 Einwohnern (Stand 1. Januar 2022) im Département Aube in der Region Grand Est; sie gehört zum Arrondissement Bar-sur-Aube und zum Kanton Brienne-le-Château.

## Geschichte
Unter dem ursprünglichen Namen Beaufort war der Ort Residenz des Herzogs von Beaufort. Das Herzogtum wurde 1689 in Herzogtum Montmorency umbenannt. Der Ort folgte dieser Umbenennung insofern, als er seinen Namen nach Montmorency-Beaufort änderte.

### Bevölkerungsentwicklung

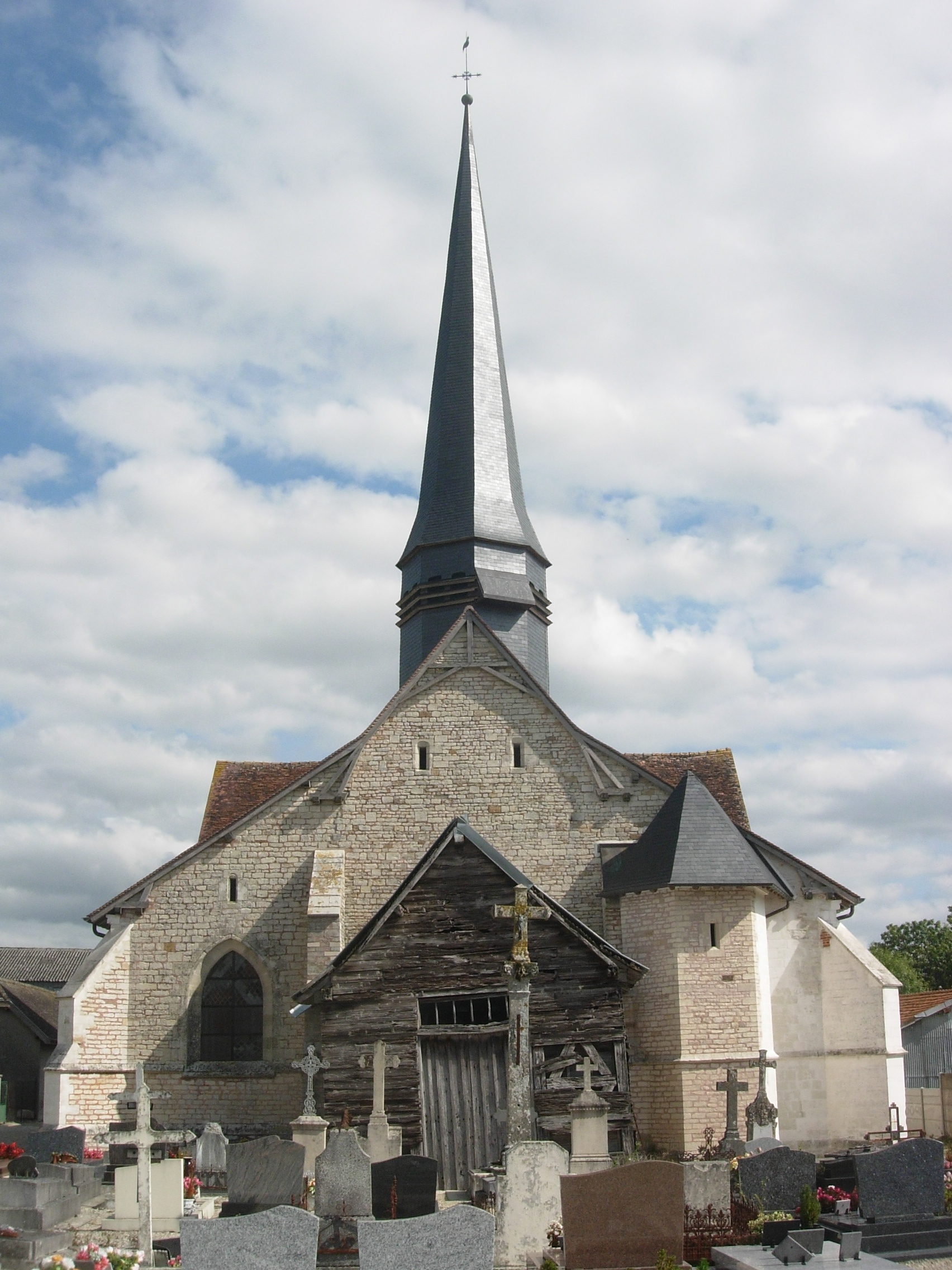
Himmelfahrtskirche, Monument historique

| Jahr      | 1962 | 1968 | 1975 | 1982 | 1990 | 1999 | 2008 | 2011 | 2014 | 2016 |
| --------- | ---- | ---- | ---- | ---- | ---- | ---- | ---- | ---- | ---- | ---- |
| Einwohner | 158  | 167  | 128  | 114  | 111  | 121  | 123  | 122  | 124  | 134  |